# Wilhelmina Vandom
Wilhelmina "Will" Vandom, poznata u engleskim verzijama kao Wilma "Will" Vandom, je fiktivni lik čije je prvo pojavljivanje u talijanskom stripu W.I.T.C.H. 1. travnja 2001. godine. Ona je vođa Čuvarica (poznatih kao W.I.T.C.H.), grupe tinejdžerica koje čuvaju Kandrakar, centar svemira. Will je "W" u W.I.T.C.H.-u, nazivu grupe sastavljenim od inicijala djevojaka. U engleskoj verziji glas joj posuđuje Kelly Stables.
Will je pomalo muškobanjasta, ali i osjetljiva prema tuđim osjećajima. Odlično joj ide sve u vezano uz znanosti. Voli vožnju biciklom te sve vodene sportove, a osobito plivanje. Obožava životinje, posebno žabe i pokušava skupiti sve u vezi s njima. Radi u trgovini sa životinjama djeda njenog dečka Matta, gospodina Olsena, koji misli i da je ona zapravo vrlo pametna djevojka. Ima dobre ideje kad se treba izvući iz neke opasnosti.

## Kronologija

### Prije W.I.T.C.H.-a
(Prema stripu) Prije nego što je postala Čuvarica, Will je bila normalna djevojčica te je živjela u gradiću Fadden Hills. Odgojila ju je majka, nakon što su joj se roditelji rastali. Kada je krenula u srednju školu shvatila je da može čitati misli. No njeni prijatelji su se zbog toga prestali družiti s njom, a neki su ostali uz nju samo iz sažaljenja. Nakon što su ju svi prijatelji napustili, njena majka je primijetila njenu tugu i odlučila da je najbolje da se odsele, a Heatherfield se činio kao najbolji izbor.
(Prema animiranoj seriji) O njenom životu prije W.I.T.C.H.-a se malo zna u animiranoj seriji, jedino poznato je da se u Heatherfield odselila zbog majčinog novog posla. 

### Nakon W.I.T.C.H.-a
(Prema animiranoj seriji) Samo nekoliko dana nakon Willinog prvog dana u novoj školi, Yan Lin (Hay Linina baka) je osjetila Srce Kandrakara, koje je držala zatvoreno u kutiji na dnu svog ormara kako se želi osloboditi. Yan Lin je tada iskoristila svoje telepatske moći kako bi nagovorila svoju unuku Hay Lin da pozove svoje prijateljice(Irmu, Taranee i Corneliju) i novopridošlu Will na čaj i kolačiće nakon škole. Yan Lin im je tada objasnila sve o njihovim moćima i o njihovoj zadaći. Nakon tog saznanja djevojke su se sprijateljile ujedinjene svojim novim obavezama.

## Profil
Will ima 14 godina, crvenu kosu i smeđe oči. Visoka je 156 cm. Rođena je 19. siječnja u znaku jarca. Sviđa joj se Matt Olsen, koji kasnije postaje njen dečko. 
Živi u Heatherfieldu u stambenoj zgradi u predgrađu sa svojom majkom, Susan Vandom. Ona radi kao savjetnica u Simuletchu, kompaniji koja se bavi računalnom tehnologijom. Will se u početku ne sviđa što Susan izlazi s njezinim prof. povijesti, Deanom Collinsom, no s vremenom joj to prestaje toliko smetati. Pohađa 3. A razred gimnazije Sheffield, zajedno s Corneliom. Odlična je u biologiji, fizici i kemiji. Njeno puno ime je Wilhemina ili Wilma (ovisno o stripu odnosno animiranoj seriji). Jako voli životinje, posebno žabe te skuplja sve o njima.
Will je pomalo zatvorenog karaktera, vrlo je osjetljiva te ju je lako povrijediti. Iako pomalo muškobanjasta, ona je u biti emotivna osoba. Poznata po svojoj nestabilnoj i pomalo hirovitoj naravi, ali ima karakteristike odličnog vođe. Pomalo je nepovjerljiva prema ljudima, jer se boji da će ju iznevjeriti. U normalnom životu iako zgodna, Will je nesigurna jer misli da nije dovoljno lijepa. Kada se transformira izgleda onako kako bi htjela izgledati u svakidašnjem životu.
Ostalo: pati od sezonskih alergija, kad joj je neugodno uvija kosu oko prsta, voli ružičastu boju.

## Moći
Will je vođa Čuvarica i štiti moć Srca Kandrakara, koji spaja moći elemenata i pomaže im da se transformiraju. Vlada energijom i Srcem Kandrakara. Intuitivna je te može komunicirati s ostalim W.I.T.C.H. djevojkama putem misli i razgovarati s električnim uređajima. Kada je transformirana ima krila, no kao i druge Čuvarice (osim Hay Lin) ne može letjeti. 